# وكب اليابان
وَكِب اليابان أو وكب ألسكا (بالإنجليزية: Alaska Blueberry أو Early Blueberry أو Oval-leaf Blueberry)‏ هو نوع نبات من الفصيلة الخلنجية، يكثر في أمريكا الشمالية وفي آسيا الشمالية الشرقية. له ثمار مأكولة، يتراوح لونها بين الأزرق والأسود.